# Middelburg (gemeente)
| Gemeentegrenzen Wijkgrenzen Buurtgrenzen Autosnelweg Secundaire weg Spoorweg |  |  | ██ Geselecteerde gemeente ██ Bebouwd gebied ██ Bos of park ██ Binnenwater, rivier of kanaal |

Middelburg en omgeving (2009)

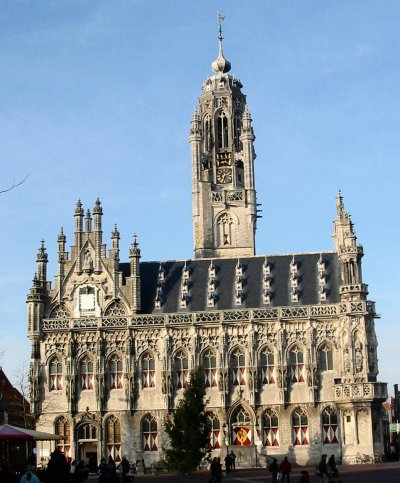
Stadhuis van Middelburg

Middelburg (uitspraakⓘ) is een gemeente in de Nederlandse provincie Zeeland, op het voormalige eiland Walcheren. De hoofdplaats Middelburg is tevens de hoofdstad en grootste stad van de provincie Zeeland. De gemeente telt 50.002 inwoners (1 januari 2024, bron: CBS) en grenst in het westen en noorden aan Veere, in het oosten aan Goes en Borsele en in het zuiden aan Vlissingen.

## Demografie
In oktober 2022 bereikte de gemeente Middelburg het aantal van 50.000 inwoners.

## Wijken en dorpen
De gemeente Middelburg bestaat uit elf wijken. Aantal inwoners per woonkern op 1 januari 2021:
Kleverskerke is een klein dorp dat tot de woonplaats (en wijk) Arnemuiden behoort. Verder zijn er de buurtschappen Brigdamme, Nieuw Abeele, Oudedorp en Schellach.

## Zetelverdeling gemeenteraad

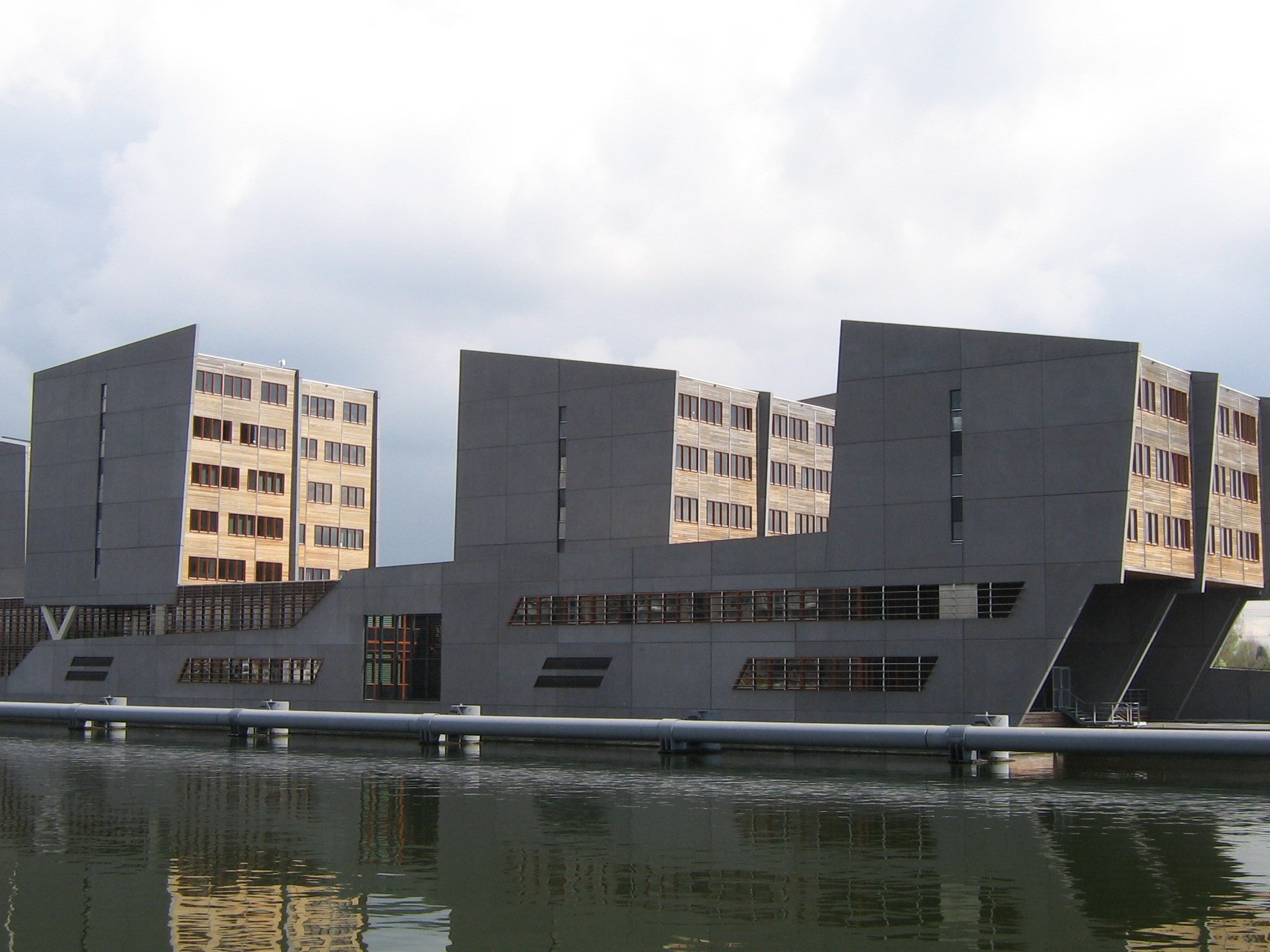
Het stadskantoor dat sinds 2004 in gebruik is

De gemeenteraad van Middelburg bestaat uit 29 zetels. Hieronder de behaalde zetels per partij bij de gemeenteraadsverkiezingen sinds 1998:
| Partij                   | 1998 | 2002 | 2006 | 2010 | 2014 | 2018 | 2022 |
| ------------------------ | ---- | ---- | ---- | ---- | ---- | ---- | ---- |
| PvdA/GroenLinks          | -    | -    | -    | -    | -    | -    | 8    |
| Lokale Partij Middelburg | -    | 3    | 2    | 4    | 4    | 6    | 5    |
| CDA                      | 6    | 6    | 5    | 4    | 4    | 4    | 3    |
| SGP                      | 4    | 3    | 3    | 3    | 3    | 3    | 3    |
| ChristenUnie             | 3    | 3    | 3    | 3    | 3    | 3    | 3    |
| D66                      | 2    | 1    | -    | 2    | 3    | 2    | 3    |
| VVD                      | 4    | 3    | 3    | 3    | 3    | 3    | 2    |
| SP                       | -    | 2    | 3    | 2*   | 3    | 2    | 1    |
| FVD                      | -    | -    | -    | -    | -    | -    | 1    |
| PvdA                     | 6    | 6    | 7    | 5    | 4    | 3    | -    |
| GroenLinks               | 2    | 2    | 2    | 3    | 2    | 3    | -    |
| Middelburg Transparant   | -    | -    | 1    | -    | -    | -    | -    |
| Overigen                 | 2    | -    | -    | -    | -    | -    | -    |
| Totaal                   | 29   | 29   | 29   | 29   | 29   | 29   | 29   |

* In 2010 stapten de twee zittende raadsleden uit de SP en gingen verder als Duurzaam Rood.

## College van burgemeester en wethouders

### Burgemeester
Yvonne van Mastrigt (partijloos) is sinds 29 augustus 2024 burgemeester van Middelburg.

### College van B&W
Het college van B&W voor de periode 2022-2026 is een coalitie van GroenLinks/PvdA, Lokale Partij Middelburg (LPM), D66, en ChristenUnie.
De wethouders zijn:
- Jeroen Louws (GroenLinks/PvdA), tevens locoburgemeester
- Eduard Smit (LPM)
- Rutger Schonis (D66)
- Willemien Treurniet (CU)

Daarnaast is Aart van den Brink gemeentesecretaris.

## Herindelingen
De gemeente Middelburg is tot stand gekomen na opeenvolgende herindelingen. De huidige gemeente ontstond op 1 januari 1997. Hieronder een overzicht van de voormalige gemeenten:
- Middelburg → ontstaan 1 januari 1997
  - Arnemuiden → opgeheven 1 januari 1997
    - Kleverskerke → opgeheven 1857

  - Middelburg
    - Nieuw- en Sint Joosland → opgeheven 1 juli 1966
    - Sint Laurens → opgeheven 1 juli 1966
      - Brigdamme → opgeheven 1816

## Aangrenzende gemeenten
| Aangrenzende gemeenten | Aangrenzende gemeenten | Aangrenzende gemeenten | Aangrenzende gemeenten | Aangrenzende gemeenten |
| ---------------------- | ---------------------- | ---------------------- | ---------------------- | ---------------------- |
| Veere                  |                        |                        |                        | Noord-Beveland         |
|                        |                        |                        |                        |                        |
|                        | Goes                   |                        |                        |                        |
|                        |                        |                        |                        |                        |
|                        |                        | Vlissingen             |                        | Borsele                |

## Lokale omroep
Sinds 2013 is de lokale omroep W-FM, wat staat voor Walcheren FM, gevestigd in Middelburg-Centrum.

## Cultuur

### Molens
In de gemeente bevinden zich een aantal molens:
- De Hoop in Middelburg
- De Koning in Middelburg
- Ons Genoegen in Middelburg
- De Seismolen in Middelburg
- De voormalige Getijdenmolen
- Buiten verwachting in Nieuw- en Sint Joostland
- Nooitgedacht in Arnemuiden
- restant wat zal worden herbouwd van molen De Hoop in Sint Laurens

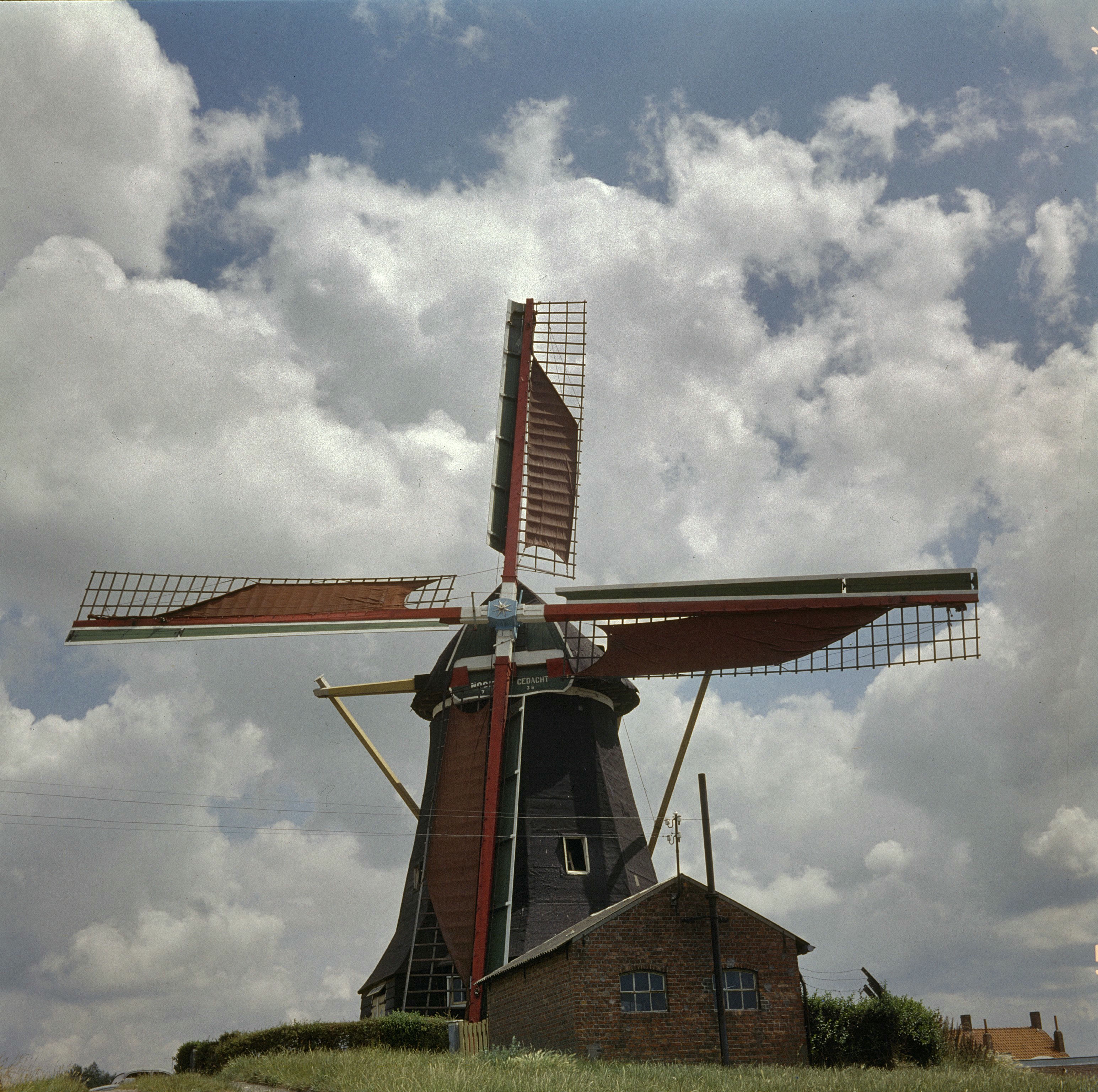
Nooitgedacht (Arnemuiden)

### Monumenten
In de gemeente zijn er een aantal rijksmonumenten, gemeentelijke monumenten en oorlogsmonumenten, zie:
- Lijst van rijksmonumenten in Middelburg (gemeente)
- Lijst van gemeentelijke monumenten in Middelburg
- Lijst van oorlogsmonumenten in Middelburg
- Lijst van Stolpersteine in Middelburg

### Kunst in de openbare ruimte
In de gemeente zijn diverse beelden, sculpturen en objecten geplaatst in de openbare ruimte, zie:
- Lijst van beelden in Middelburg

## Stedenbanden
- Vilvoorde, België
- Nagasaki, Japan; Op 11 april 2017 is dit met Leiden geruild voor een vriendenband.[8]
- Głogów, Polen
- Simeria, Roemenië
- Teiuș, Roemenië
- Folkestone, Verenigd Koninkrijk